# Ару (река)
Ару (фр. Arroux) је река у Француској. Дуга је 129 km. Улива се у Лоару. 